# 杜尚·贝拉
杜尚·贝拉（1958年3月2日—）是一名斯洛伐克外交官。曾任斯洛伐克共和国驻中华人民共和国大使。

## 生平
杜尚·贝拉生于捷克斯洛伐克日利纳州马丁，1982年毕业于布拉格捷克理工大学核物理工程学院。1982年至1992年在ZTS研发研究所担任研究员、销售经理。
1993年斯洛伐克独立后，杜尚·贝拉转行外交，加入斯洛伐克共和国外交部国际组织司，自1993年4月起任司长。1994年4月，他被任命为多边合作科总司长，负责确保斯洛伐克共和国参与众多国际组织的工作。1996年至2000年，任斯洛伐克共和国驻法国大使馆经合组织处处长（参赞衔）。2005年至2009年，任斯洛伐克共和国外交部欧洲政策司司长，其主要任务是协调斯洛伐克共和国各部委与欧盟有关的活动。
2009年至2014年，任斯洛伐克驻韩国大使（2011年至2014年兼任驻朝鲜大使）。他能流利使用英语和俄语（曾在2007年赴俄罗斯进修），并可使用法语和西班牙语交流。
杜尚·贝拉在日后接受温州肯恩大学采访时回忆道，捷克斯洛伐克分裂后很多外交官都滞留在国外，而具有语言技能的人才对于一个从头开始的国家十分重要。他因熟悉多种语言而“临危受命”，转行外交事业。

### 驻华大使
2017年3月，杜尚·贝拉递交国书，正式就任斯洛伐克共和国驻华大使。
2017年4月，陪同斯洛伐克前议长帕沃尔·帕什卡率领的斯洛伐克执政联盟干部考察团参观了中捷斯友谊博物馆、中捷友谊农场。
2017年5月，在斯洛伐克驻华大使馆举办斯洛伐克及中欧旅游推介会，并接受中央广播电视总台采访。杜尚·贝拉表示，斯洛伐克愿意参加一带一路，也期待中国企业投资、落户斯洛伐克，并希望在创新、技术和跨国技术转让等领域同中国合作。
2019年10月，参加并举办一系列活动，纪念中斯建交70周年。10月24日，接受《中国对外贸易》杂志专访时表示，中国和斯洛伐克两国的贸易仍具有很大潜力，希望吸引更多中国投资者来斯洛伐克投资。
2020年11月21日，杜尚·贝拉向近10万名中国观众线上介绍了斯洛伐克的自然美景和丰富的文化以及旅游的吸引力。同时，他还展示了精选的斯洛伐克产品，包括水晶、起泡酒、陶瓷和优质乳制品。
2020年12月6日，杜尚·贝拉和其他外国使节赴江苏苏州出席“中国—中东欧国家合作系列活动”，并参观了拙政园、苏州博物馆。
2022年11月，离任驻华大使。

## 家庭
杜尚·贝拉已婚，有一个孩子。

## 荣誉
- 《中外新闻》时代新闻人物[14]
- 中外媒体俱乐部荣誉主席[15]

## 兴趣爱好
杜尚·贝拉喜欢收藏中国传统美术，并曾经向记者讲解自己收藏的中国画作。